# Чемпионат Беларуси по шашечной композиции 2005
Чемпионат Белоруссии по шашечной композиции 2005, оригинальное название — Первый этап XIII чемпионата Беларуси по шашечной композиции — национальное спортивное соревнование по шашечной композиции. Организатор — комиссия по композиции Белорусской Федерации Шашек. Общее руководство организацией и проведением соревнований — Белорусская Федерация Шашек. Положение о проведении подписала Председатель Белорусской Федерации шашек
Ирина Пашкевич.
Соревнования проходили заочно с 10 февраля по 20 октября 2005 года. Последний день отсылки произведений — 31 марта 2005 года.

## О турнире
Начиная с 1991 года, белорусские чемпионаты стали проводиться раз в два года, при этом разделив соревнования по русским и международным шашкам на ежегодные этапы чемпионата. Суммирования очков этапов не производилось. Таким образом, в XIII чемпионате Беларуси по шашечной композиции на 1-м этапе соревновались в русские шашки, а на следующий год, в 2006-м, на 2-м этапе — в международные.
Чемпионат проводился в целях: выявления лучших произведений, созданных за период с 1 апреля 2003 г. по 31 марта 2005 г.; определения сильнейших шашечных композиторов республики за указанный период; повышения мастерства шашечных композиторов; популяризации шашек средствами шашечной композиции.
Соревнования проводились по Кодексу шашечной композиции, вступившего в силу с 1 июля 2004 года, в 4 дисциплинах (разделах): миниатюры, проблемы, задачи, этюды.
Каждый участник мог представить на чемпионат не более шести произведений (композиций) в разделе, созданных самостоятельно или в соавторстве, новых или опубликованных после 30 марта 2003 года. Новые и одинаковые композиции, присланные на чемпионат разными участниками, засчитывались как самостоятельные. Исправления и замены отосланных композиций разрешались только в сроки, отведенные на их присылку.
Триумфатор чемпионата — Пётр Шклудов с двумя золотыми медалями. Василий Гребенко победил в миниатюрах и стал третьим в проблемах.

## Судьи
Судейская коллегию в составе 6 человек:
главный судья;
главный секретарь;
4 судьи (по одному на раздел).

## Подведение итогов
Победители каждого раздела чемпионата определялись по сумме очков четырёх лучших (зачетных) композиций. При равенстве этих показателей победитель определяется по следующим критериям:
более высокой оценке зачетного произведения;
более высокой оценке пятой (незачетной) композиции;
более высокой оценке шестой (незачетной) композиции.

## Спортивные результаты
Миниатюры-64.
 Василий Гребенко — 23,0 очка.  Дмитрий Камчицкий — 22,5.  Пётр Шклудов — 19,5. 4. Иван Навроцкий — 18,5. 5. Александр Сапегин — 18,25. 6. Леонид Витошкин — 17,5. 7. Александр Коготько — 16,5. 8. Пётр Кожановский — 16,25. 9. Николай Грушевский — 16,0. 10. Михаил Стефанович — 13,0. 11. Владимир Малашенко — 10,5. 12. Николай Вергейчик — 9,0. 13. Дмитрий Слесарчик — 7,5. 14. Виктор Шульга — 7,0. 15. Владимир Бондарик — 0,5.
Проблемы-64.
 Пётр Шклудов — 32,5.  Александр Сапегин — 30,25.  Василий Гребенко — 27,25. 4. Пётр Кожановский — 26,75. 5. Александр Ляховский — 25,25. 6. Леонид Витошкин — 24,5. 7. Александр Коготько — 24,5. 8. Дмитрий Камчицкий — 24,0. 9. Иван Навроцкий — 20,75. 10. Виктор Шульга — 20,0. 11. Николай Грушевский — 18,5. 12. Александр Перевозников — 17,5. 13. Владимир Малашенко — 11,25. 14. Николай Вергейчик — 10,5. 15. Михаил Стефанович — 8,0. 16. Владимир Бондарик — 0,0.
Этюды-64.
 Пётр Шклудов — 22,5.  Дмитрий Камчицкий — 20,5.  Леонид Витошкин — 20,25. 4. Гарри Далидович — 18,75. 5. Виктор Денисенко — 16,5. 6. Василий Гребенко — 16,5. 7. Николай Грушевский — 15,0. 8. Виктор Шульга — 11,25. 9. Александр Коготько — 10,25. 10. Пётр Кожановский — 6,5. 11. Григорий Кравцов — 2,5. 12. Александр Ляховский — 1,75. 13. Владимир Бондарик — 1,5. 14. Дмитрий Слесарчик — 1,25.
Задачи-64.
 Николай Бобровник — 25,0.  Виктор Самарин — 24,75.  Владимир Сапежинский — 16,0. 4. Леонид Витошкин — 15,25. 5. Гарри Далидович — 12,0. 6. Александр Шурпин — 5,75. 7. Константин Тарасевич — 4,75. 8. Пётр Шклудов — 3,0.

## Награждение
Победителю каждого раздела присвоено звание чемпиона Республики Беларусь по шашечной композиции. Победители награждены дипломами I степени, медалями. Участники, занявшие второе и третье места, награждены соответственно дипломами II и III степени, медалями. Участники, выполнившие разрядные нормы согласно действующей ЕСК РБ, присвоены разряды по шашечной композиции.